# لجستیک مشارکتی
لجستیک مشارکتی  یا لجستیک چند طرفه(به انگلیسی: Party Logistics) یعنی حمل و نقل مشارکتی یا مدیریت جابه‌جایی کالاها از طریق همکاری؛ با گسترش تکنولوژی و خرید و فروش‌های اینترنتی به شدت نیاز به یک روش حمل و نقل مناسب با نیاز مشتریان احساس می‌شد. به همین منظور لجستیک مشارکتی یا چند طرفه ایجاد شد.

## لجستیک طرف اول
لجستیک طرف اول (به انگلیسی: 1PL)یک شرکت یا یک شخص است که کالا، محموله یا محصولی را از نقطهٔ (الف) به نقطهٔ (ب) حمل و جابه‌جا می‌کند. ارائه دهنده لجستیک طرف اول، هم فرستنده محموله و هم دریافت‌کنندهٔ آن است. ارائه دهنده لجستیک طرف اول می‌تواند، تاجر واردکننده، صادرکننده، عمده فروش، خرده فروش یا توزیع‌کننده یا حتی خانواده یا شرکتی که از یک مکان به مکان دیگر نقل مکان می‌کنند باشد؛ می‌توان نتیجه گرفت هر فردی که محصولی را از محل اولیهٔ آن به محلی جدید جابه‌جا کند به عنوان لجستیک طرف اول در نظر گرفته می‌شود.

## لجستیک طرف دوم
لجستیک طرف دوم (به انگلیسی: 2PL) یک شرکت یا یک شخص است که مالک وسایل نقلیه است و مشخصه اصلی آن‌ها دارایی محور است. آن‌ها با اجاره، مالک بودن یا چارتر کردن خطوط هواپیمایی، کشتی‌ها و خطوط زمینی (وانت‌ها و کامیون‌ها) به ارائهٔ خدمات می‌پردازند.

## لجستیک طرف سوم
لجستیک طرف سوم(به انگلیسی: 3PL) ارائه دهنده خدمات به‌طور حرفه‌ای است که برای مشتریانی که ظرفیت و امکانات کافی برای ارائهٔ خدمات به مشتریان خود را ندارند، است. شرکت‌های طرف سوم مدیریت دارایی‌های فیزیکی، نیروی کار و تکنولوژی مورد استفاده در شرکت‌هایی که با آن‌ها قرارداد دارند را در دست می‌گیرند تا در ارائهٔ خدمات حرفه‌ای شرکت‌ها را در برابر مسئولیتشان یاری رسانند. به عبارتی شرکت‌های خدمات لجستیک طرف سوم به شرکت‌هایی گفته می‌شود که سازمان‌های خدماتی یا تولیدی، بخشی یا کل امور لجستیکی خود را به آن‌ها برون سپاری می‌کنند.